# Komunita Sant'Egidio

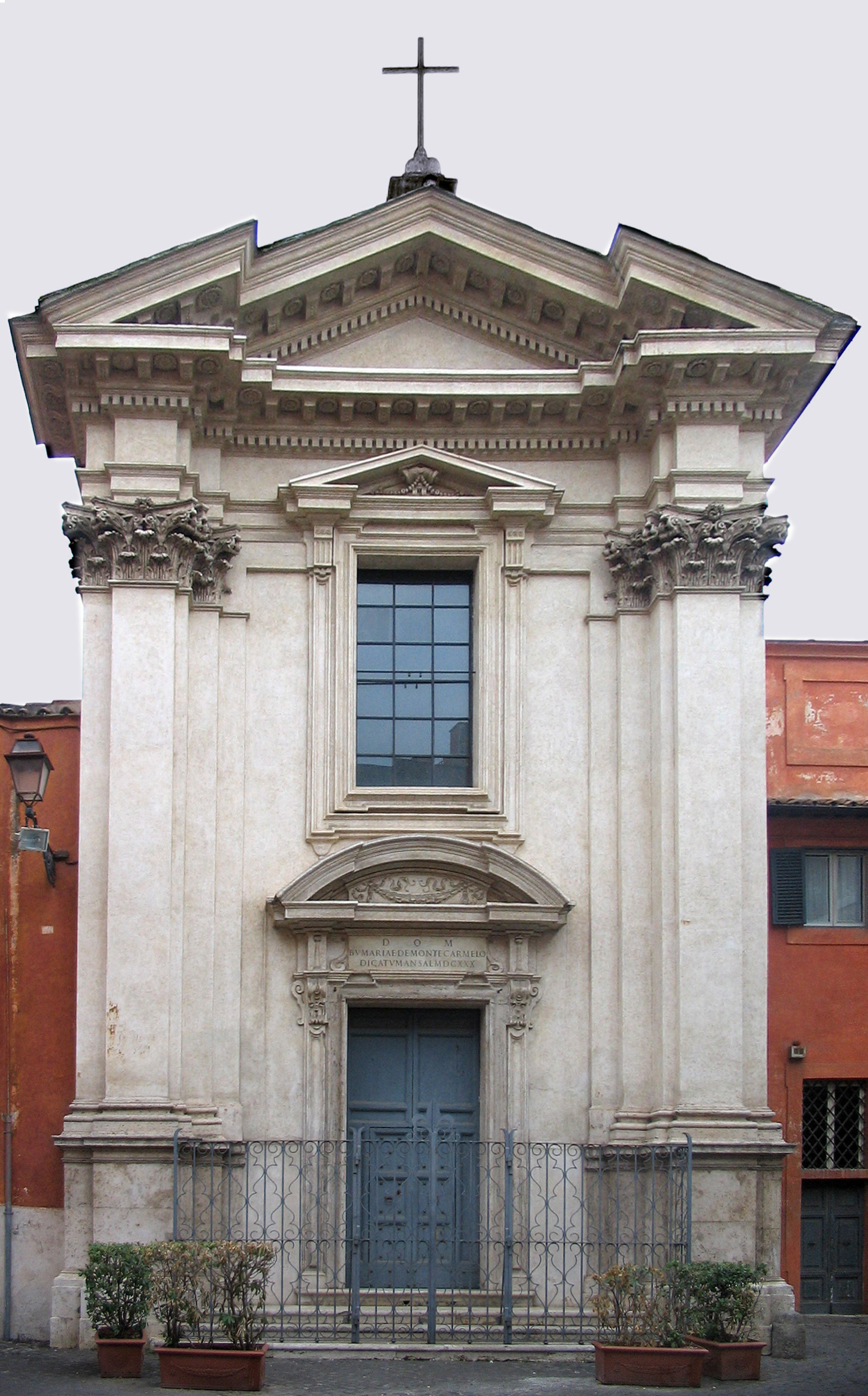
Místo komunitní modlitby – kostel Sant'Egidio v Římě

Komunita Sant'Egidio (Italsky: Comunità di Sant'Egidio) je mezinárodní laické křesťanské hnutí zaměřené na modlitbu s Písmem a pomoc chudým. V současné době má Komunita přes 50 tisíc členů, kteří pracují ve více než 70 zemích světa.

## Aktivity
Činnost Komunity se skládá z následujících aktivit:
- modlitba zaměřená na četbu Písma[1]
- šíření evangelia[4]
- služba chudým[2]
- ekumenismus a dialog s věřícími ostatních náboženství a nevěřícími
- mírové snahy[5]

Komunita sama označuje svůj vztah k chudým jako službu žitou jako přátelství. Termín „chudý“ je vnímán v širším slova smyslu a je založen na 25. kapitole evangelia podle Matouše. Služba chudým zahrnuje v celosvětovém měřítku množství rozmanitých charitativních činností - od rozdávání jídla na ulicích a jídelny přes výuku dětí až po program DREAM na boj proti AIDS v Africe.
Komunita se rovněž aktivně zapojuje do mírových snah, z nichž vyčnívá především úspěch mírových jednání vedoucích ke konci občanské války v Mosambiku v roce 1992. První mezináboženské setkání v Assisi, které roku 1986 svolal papež Jan Pavel II., inspirovalo Komunitu k sérii mezinárodních modliteb za mír a setkání „v duchu Assisi“, která dosud pokračuje.

## Historie
Komunita byla založena v Římě v roce 1968 jako skupina studentů, vedená Andreou Ricardim, kteří toužili po naslouchání Písmu a jeho uvádění do praxe. Vzory jim byly především prvotní křesťanské církve a život svatého Františka z Assisi. První příležitostí ke službě se staly slumy na periferii Říma.
Jméno je odvozeno od kostela Sant'Egidio (svatý Jiljí), který Komunita dostala a začala využívat pro každodenní modlitbu nad Písmem v roce 1973. Souvislost s patronátem tohoto světce nad žebráky je tedy původně náhodná.
V průběhu 70. let se Komunita postupně rozšířila po italských městech a v další dekádě i do dalších evropských, afrických, amerických a asijských zemí.

## V Česku
První Komunita Česku byla založena v roce 1993 v Praze, následovalo Brno a v nedávné době Olomouc. Služba je zaměřena na chudé bez domova, romské děti a seniory.
Z pravidelných akcí určených pro širokou veřejnost v ČR je možno jmenovat:
- Každoroční vánoční obědy pro chudé
- Mezinárodní setkání mladých lidí v Krakově a Osvětimi[18]